# Dindica hepatica
Dindica hepatica är en fjärilsart som beskrevs av Inoue 1990. Dindica hepatica ingår i släktet Dindica och familjen mätare. Inga underarter finns listade i Catalogue of Life.